# Черних Євген Сергійович
Євге́н (Євгеній) Сергі́йович Черни́х (1991—2020) — солдат Збройних сил України, учасник російсько-української війни.

## З життєпису
Народився 1991 року в селі Райське (Новокаховська міська рада, Херсонська область). Навчався у школі № 6 села Основа. 2010-го призваний на строкову службу в Збройні сили України.
2014 року після початку російсько-української війни підписав контракт, пішов служити в зону бої в складі 28-ї бригади; боронив Мар'їнку. Після річної служби повернувся до батьків та влаштувався на роботу. Після звільнення з армійських лав до кінця 2019-го працював у Новокаховському комунальному підприємстві «Муніципальна охорона» (сформоване з ветеранів російсько-української війни).
Січнем 2020 року вступив на військову службу за контрактом та вдруге вирушив на фронт. Солдат 57-ї бригади; розвідник.
8 березня 2020-го загинув внаслідок смертельних поранень, яких зазнав під час обстрілу вантажівки 57-ї бригади з ПТРК — автомобіль прямував до позицій ЗСУ в районі сіл Опитне та Піски. Ще два захисники зазнали поранень та один — бойового ураження.
11 березня 2022 року похований у Райському під звуки Державного гімну України.
Без Євгена лишились батьки.

## Нагороди та вшанування
- Указом Президента України № 290/2020 від 24 липня 2020 року за «особисту мужність і самовіддані дії, виявлені у захисті державного суверенітету та територіальної цілісності України» нагороджений орденом «За мужність» III ступеня (посмертно)[1]